# Miss Marple (televíziós sorozat)
A Miss Marple történetei népszerű brit televíziós filmsorozat, amely Agatha Christie több regényének alapján készült, 1984–1992 között.

## Főszereplő
- Miss Marple: Joan Hickson

## Epizódlista
| #   | Eredeti cím                          | Magyar cím                  | Eredeti bemutató   | IMDb |
| --- | ------------------------------------ | --------------------------- | ------------------ | ---- |
| 1.  | The Body in the Library              | Holttest a könyvtárszobában | 1984. december 26. | 1    |
| 2.  | The Moving Finger                    | A láthatatlan kéz           | 1985. február 21.  | 2    |
| 3.  | A Murder is Announced                | Gyilkosság meghirdetve      | 1985. február 28.  | 3    |
| 4.  | A Pocket Full of Rye                 | Egy marék rozs              | 1985. március 7.   | 4    |
| 5.  | The Murder at the Vicarage           | Gyilkosság a paplakban      | 1986. december 25. | 5    |
| 6.  | Sleeping Murder                      | Takard el az arcát!         | 1987. január 11.   | 6    |
| 7.  | At Bertram's Hotel                   | A Bertram Szálló            | 1987. január 25.   | 7    |
| 8.  | Nemesis                              | Nemezis                     | 1987. február 8.   | 8    |
| 9.  | 4.50 from Paddington                 | Paddington 16.50            | 1987. december 25. | 9    |
| 10. | A Caribbean Mystery                  | Rejtély az Antillákon       | 1989. december 25. | 10   |
| 11. | They Do It with Mirrors              | Nem csalás, nem ámítás      | 1991. december 29. | 11   |
| 12. | The Mirror Crack'd from Side to Side | A kristálytükör meghasadt   | 1992. december 27. | 12   |

## Kapcsolódó szócikk
- Agatha Christie: Marple (televíziós sorozat, 2004–2013)